# Бережная, Зоя Яковлевна
Зоя Яковлевна Бережная (укр. Зоя Яківна Бережна; 3 октября 1961 года, село Залазько, Волынская область) — украинский региональный политический деятель, в 2010—2014 годах секретарь Херсонского городского совета, с 2012 по февраль 2014 временный исполняющий обязанности городского головы Херсона.

## Биография
Родилась 3 октября 1961 в селе Залазько в Волыни. В 1983 году окончила Херсонский педагогический институт по специальности «учитель русского языка и литературы». До 1984 работала учителем Тягинской школы (Бериславский район).
С 1986 по 1998 год находилась в должности заместителя директора по учебно-воспитательной работе ООШ № 9 м. Херсона. Параллельно с этим с 1994 по 1998 год была депутатом Комсомольского районного совета в г. Херсоне.
С 1998 года и по настоящее время — депутат Херсонского городского совета. В 1998—2002 годах была Главным специалистом отдела по координации вопросов гуманитарной политики МВК.
12 ноября 2010 избрана секретарем Херсонского городского совета, а с 12 декабря 2012, после того как действующий председатель Херсона Владимир Сальдо стал народным депутатом и сложил полномочия мэра, Зоя Бережная согласно законодательству временно исполняет обязанности Херсонского городского головы.
28 февраля 2014 года покинула должность секретаря горсовета, и. о. главы города. Новым секретарем горсовета, и. о. городской головы избран Владимир Николаевенко.